# Saint-Cyprien (Dordogne)
Saint-Cyprien település Franciaországban, Dordogne megyében. Lakosainak száma 1566 fő (2022. január 1.). Saint-Cyprien Les Eyzies, Meyrals, Castels et Bézenac, Berbiguières, Coux-et-Bigaroque-Mouzens és Campagne községekkel határos.

## Népesség
A település népessége az elmúlt években az alábbi módon változott:
| Lakosok száma | 1649 | 1708 | 1593 | 1562 | 1618 | 1596 | 1561 | 1548 | 1538 | 1566 |
|               | 1968 | 1982 | 1990 | 2006 | 2013 | 2015 | 2017 | 2019 | 2020 | 2022 |